# 江西区域
江西区域（カンソくいき）は、朝鮮民主主義人民共和国南浦特別市に属する区域。

## 地理
南浦特別市の北部に位置する。南に龍岡郡、東に千里馬区域、北に平安南道大同郡、西に温泉郡と境を接する。

## 歴史
現在の江西区域の領域は北朝鮮成立後に再編されたものである。日本統治時代には大同江の西から黄海に至る大きな郡であり、現在の千里馬郡・甑山郡の全域、大安郡・大同郡・温泉郡などの一部を含んでいた。
江西三墓など、高句麗時代の壁画古墳が見られる。1979年から2004年にかけて南浦直轄市の一部であったが、2004年にふたたび平安南道江西郡となった。
2010年に南浦特別市が平安南道から分離され、同時に江西区域となった。

### 年表
この節の出典
- 1136年 - 甑山・梨岳など6郷をあわせて江西県とする。
- 李氏朝鮮 - 江西県。
- 1895年 - 平安南道江西郡となる。
- 1896年 - 咸従郡の一部を編入。
- 1914年4月1日 – 郡面併合により、平安南道甑山郡の一部、平壌府の一部(金呂垈面の一部)が江西郡に編入。江西郡に以下の面が成立。(16面)
  - 江西面・水山面・東津面・普林面・城岩面・芿次面・草里面・星台面・班石面・桐林面・長安面・豊井面・新興面・双龍面・赤松面・甑山面・咸従面
- 1929年4月1日 (14面)
  - 桐林面・豊井面および新興面の一部が合併し、新井面が発足。
  - 長安面および新興面の残部が咸従面に編入。
- 1947年 (14面)
  - 城岩面が龍岡郡に編入。
  - 大同郡大宝面を編入。
- 1952年12月 - 郡面里統廃合により、平安南道江西郡江西面・水山面・東津面・普林面・芿次面・草里面・大宝面をもって、江西郡を設置。江西郡に以下の邑・労働者区・里が成立。(1邑2労働者区30里)
  - 江西邑・薬水里・巨庄里・岩底里・三墓里・鶴泉里・塩廛里・水山里・可生里・佳興里・白雲里・於京里・鶴松里・雲南里・岐陽労働者区・灘浦里・新橋里・徳鳳里・台城里・青山里・石峴里・普林里・堡山里・箴津里・大平里・朝陽里・降仙里・東浦里・降仙労働者区・宝鳳里・大宝山里・西綺里・八青里
- 1953年 (1邑2労働者区31里)
  - 大平里の一部が分立し、高昌里が発足。
  - 東浦里の一部が降仙労働者区に編入。
- 1954年 (1邑2労働者区20里)
  - 岩底里が巨庄里に編入。
  - 塩廛里が鶴泉里に編入。
  - 白雲里・雲南里・於京里が合併し、雲龍里が発足。
  - 可生里・佳興里が水山里に編入。
  - 新橋里・徳鳳里が灘浦里に編入。
  - 石峴里が青山里に編入。
  - 東浦里が降仙労働者区に編入。
  - 朝陽里が箴津里に編入。
- 1956年 (1邑1労働者区20里)
  - 江西邑が徳興里に降格。
  - 岐陽労働者区・灘浦里が合併し、江西邑が発足。
- 1959年9月 - 八青里・大宝山里が大同郡に編入。(1邑1労働者区18里)
- 1967年 (1邑1労働者区10里)
  - 鶴泉里および三墓里の一部が徳興里に編入。
  - 西綺里が箴津里に編入。
  - 鶴松里が三墓里に編入。
  - 雲龍里および温泉郡龍月里の一部が水山里に編入。
  - 巨庄里が薬水里に編入。
  - 普林里が台城里に編入。
  - 大平里が高昌里に編入。
  - 水山里の一部が温泉郡龍月里に編入。
  - 宝鳳里・降仙里・高昌里の各一部が降仙労働者区に編入。
  - 降仙里の残部が堡山里に編入。
- 1969年 - 堡山里が堡山労働者区に昇格。(1邑2労働者区9里)
- 1978年3月 - 江西郡廃止。
  - 江西邑・徳興里・堡山労働者区・三墓里・水山里・薬水里・箴津里・青山里・台城里・降仙労働者区・高昌里・宝鳳里が新設の大安市に編入。
- 1983年3月 - 南浦直轄市大安市セギル洞・産業洞・センムル洞・岐陽洞・文化洞・楽園洞・鳳翔洞・前進洞・岐山洞・棲鶴洞・灘浦洞・南山洞・観浦洞・青山里・台城里・薬水里・箴津里・徳興里・三墓里・水山里をもって、江西区域を設置。(13洞7里)
- 1984年 (13洞6里)
  - 徳興里が徳興洞に昇格。
  - 観浦洞が千里馬区域に編入。
- 1987年 - 平安南道大同郡大宝山里および八青里の一部を編入。(13洞7里)
  - 八青里のその一部が大宝山里・箴津里に分割編入。
- 1989年 (14洞6里)
  - 箴津里・徳興洞・大宝山里の各一部が合併し、西綺洞が発足。
  - 大宝山里が千里馬区域に編入。
- 2004年1月 - 南浦直轄市の廃止に伴い、平安南道江西郡となる。(14洞6里)
- 2010年 - 南浦特別市の設置に伴い、南浦特別市江西区域となる。(14洞6里)

## 下部行政区画

### 沿革
1945年8月時点で、14面から構成されていた。郡庁は江西面徳興里に置かれていた。
- 江西面 － 강서면【江西面】 （カンソ=ミョン） → 江西郡
- 東津面 － 동진면【東津面】 （トンジン=ミョン） → 江西郡
- 芿次面 － 잉차면【芿次面】 （インチャ=ミョン） → 千里馬郡
- 草里面 － 초리면【草里面】 （チョリ=ミョン） → 千里馬郡
- 普林面 － 보림면【普林面】 （ポリム=ミョン） → 江西郡・千里馬郡
- 城岩面 － 성암면【城巖面】 （ソンアム=ミョン） → 大安郡・龍岡郡
- 水山面 － 수산면【水山面】 （スサン=ミョン） → 江西郡
- 咸従面 － 함종면【咸從面】 （ハムジョン=ミョン） → 甑山郡
- 新井面 － 신정면【新井面】 （シンチョン=ミョン） → 甑山郡
- 甑山面 － 증산면【甑山面】 （チュンサン=ミョン） → 甑山郡
- 赤松面 － 적송면【赤松面】 （チョクソン=ミョン） → 甑山郡
- 星台面 － 성대면【星臺面】 （ソンデ=ミョン） → 甑山郡
- 班石面 － 반석면【班石面】 （パンソク=ミョン） → 甑山郡
- 双龍面 － 쌍룡면【雙龍面】 （サンニョン=ミョン） → 甑山郡

### 現在の行政区域
14洞・6里を管轄する。
- 岐山洞（キサンドン）
- 岐陽洞（キヤンドン）
- 南山洞（ナムサンドン）
- 徳興洞（トクンドン）
- 楽園洞（ラグォンドン）
- 文化洞（ムンファドン）
- 鳳翔洞（ポンサンドン）
- 産業洞（サノプトン）
- センムル洞（センムルトン）
- 西綺洞（ソギドン）
- 棲鶴洞（ソハクトン）
- セギル洞（セギルトン）
- 前進洞（チョンジンドン）
- 灘浦洞（タンポドン）
- 三墓里（サンミョリ）
- 水山里（スサンニ）
- 薬水里（ヤクスリ）
- 箴津里（チャムジンニ）
- 青山里（チョンサルリ）[2]
- 台城里（テソンニ）

## 文化・観光
高句麗時代の壁画古墳群があり、江西三墓・徳興里古墳が世界遺産・高句麗古墳群に指定されている。
- 江西三墓

江西大墓・江西中墓・江西小墓からなる。
- 徳興里古墳

## 交通
- 平南線・大安線・保山線：江西駅
  - 平南線箴津里支線：箴津里駅

## 出身者
- 安昌浩 － 独立運動家、1878年江西生まれ。
- 白善燁 － 韓国の軍人、1920年江西郡徳興里生まれ。